# فرنسيسكو كاميلو
فرنسيسكو كاميلو (بالإسبانية: Francisco Camilo)‏ هو رسام إسباني، ولد في 1610 في مدريد في إسبانيا، وتوفي بنفس المكان في 1671.